# Dictyna uvs
Dictyna uvs är en spindelart som beskrevs av Yuri M. Marusik och Koponen 1998. Dictyna uvs ingår i släktet Dictyna och familjen kardarspindlar. Inga underarter finns listade i Catalogue of Life.